# Крастат
Краста́т (фр. Crastatt) — коммуна на северо-востоке Франции в регионе Гранд-Эст (бывший Эльзас — Шампань — Арденны — Лотарингия), департамент Нижний Рейн, округ Мольсем, кантон Саверн. До марта 2015 года коммуна административно входила в состав упразднённого кантона Мармутье (округ Саверн).
Площадь коммуны — 3,39 км², население — 195 человек (2006) с тенденцией к росту: 243 человека (2013), плотность населения — 71,7 чел/км².

## Население
Население коммуны в 2011 году составляло 214 человек, в 2012 году — 228 человек, а в 2013-м — 243 человека.
| 1962 | 1968 | 1975 | 1982 | 1990 | 1999 | 2006 | 2008 | 2011 | 2012 | 2013 |
| ---- | ---- | ---- | ---- | ---- | ---- | ---- | ---- | ---- | ---- | ---- |
| 194  | 175  | 168  | 173  | 177  | 184  | 195  | 198  | 214  | 228  | 243  |

Динамика населения:

## Экономика
В 2010 году из 132 человек трудоспособного возраста (от 15 до 64 лет) 101 были экономически активными, 31 — неактивными (показатель активности 76,5 %, в 1999 году — 73,9 %). Из 101 активных трудоспособных жителей работали 99 человек (50 мужчин и 49 женщин), двое числились безработными (один мужчин и одна женщина). Среди 31 трудоспособных неактивных граждан 6 были учениками либо студентами, 18 — пенсионерами, а ещё 7 — были неактивны в силу других причин.

## Достопримечательности (фотогалерея)

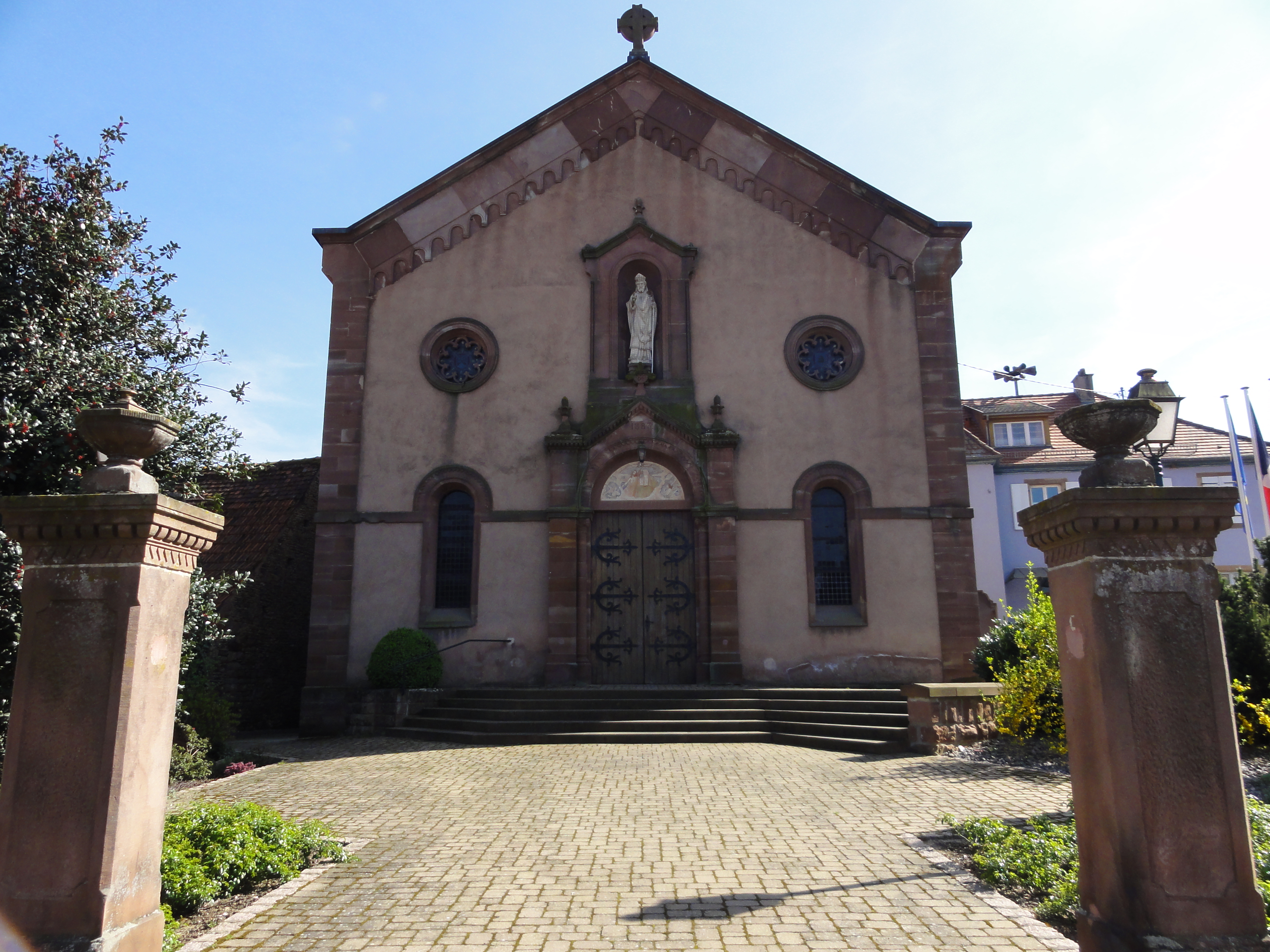
Церковь Сен-Августин
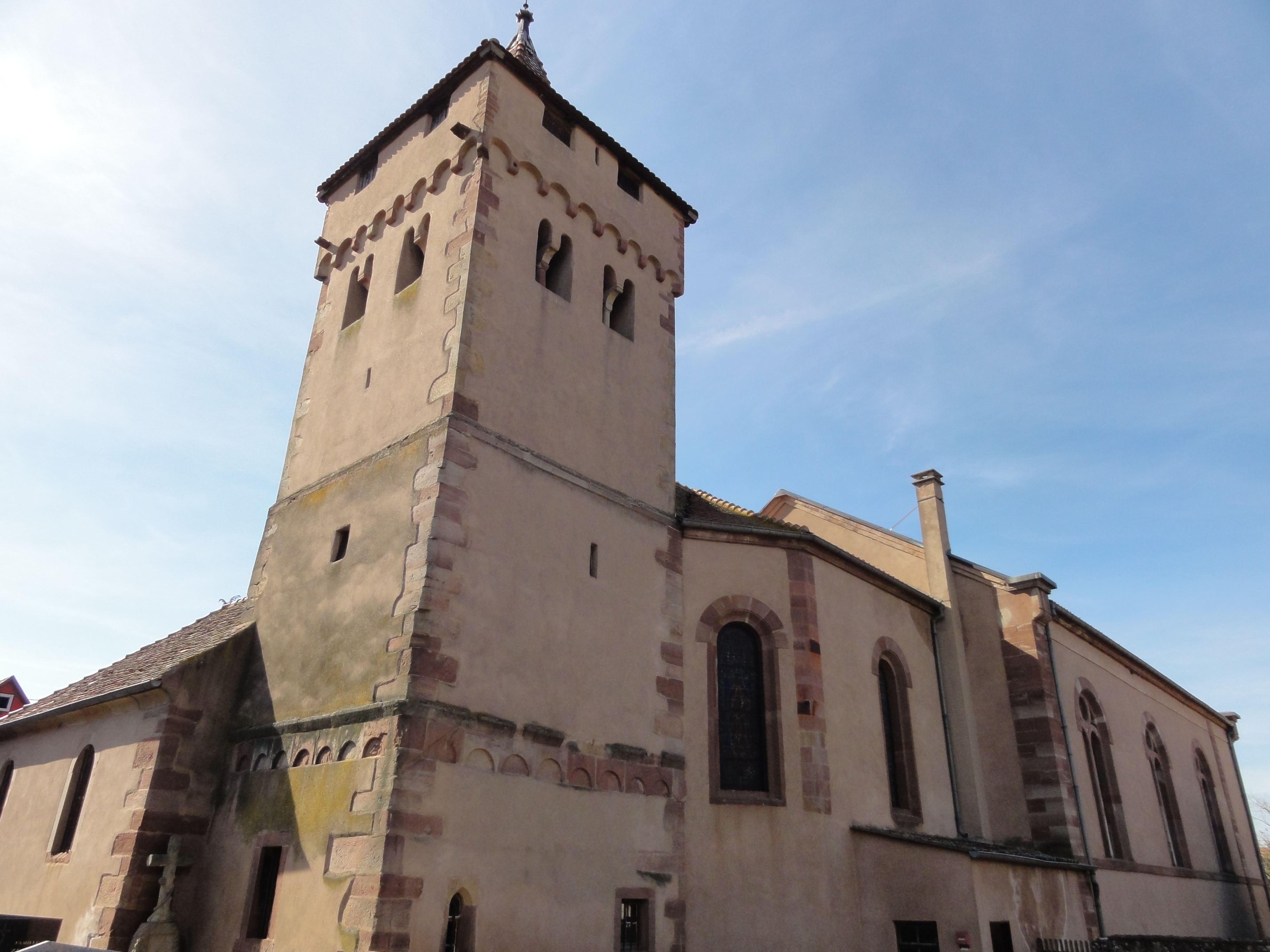
Колокольня
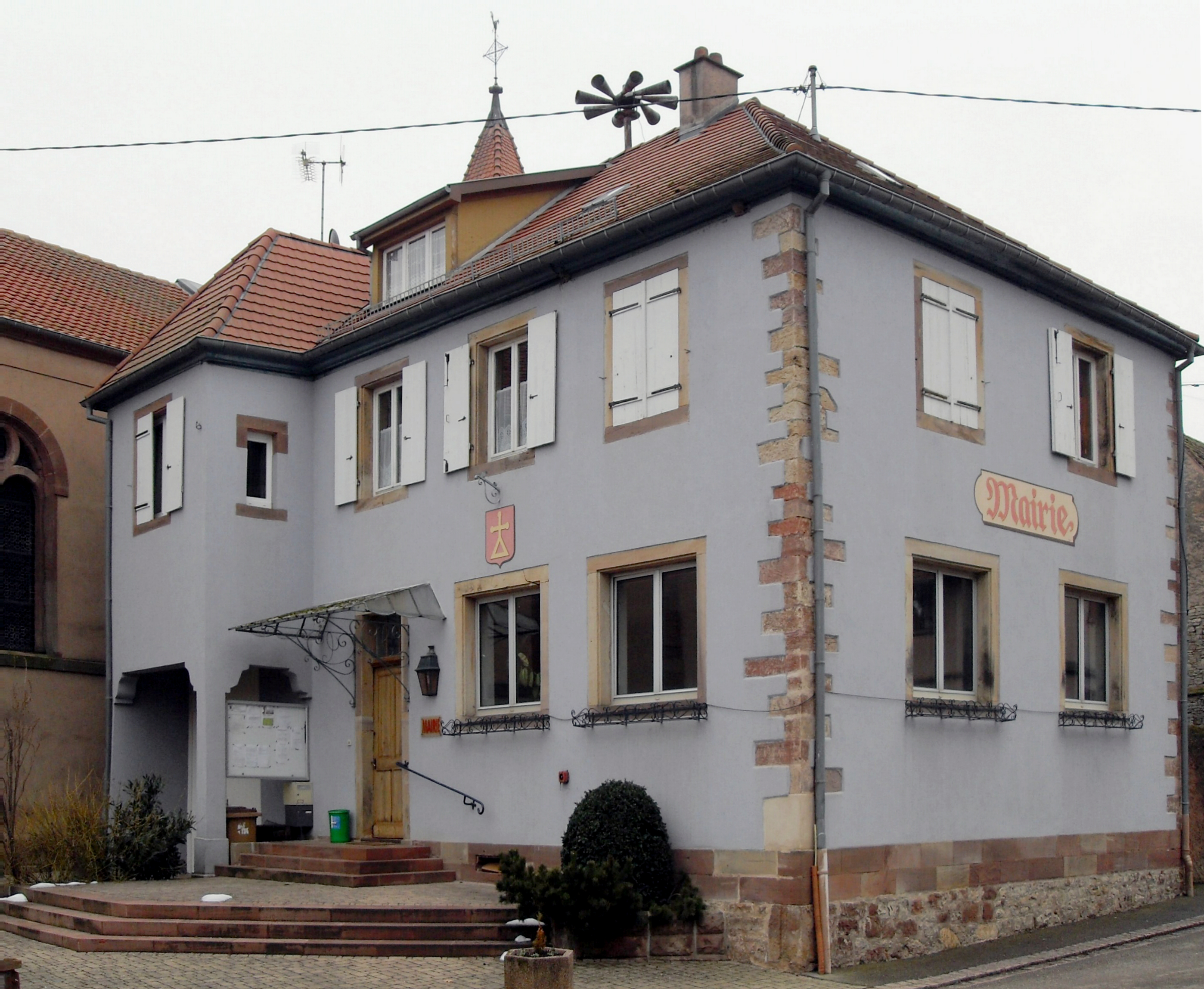
Здание мэрии